# Pheadrick Baromeo
Pheadrick Baromeo (Willemstad, 31 december 1986), is een voormalig Arubaans voetballer die doorgaans speelt als verdediger.
Gedurende zijn carrière speelde Baromeo voor clubs als SV Brittania. Voor het nationale team van Aruba heeft Baromeo in totaal drie interlands gespeeld, waaronder wedstrijden tijdens de WK-kwalificatiewedstrijden voor de CONCACAF-zone. Hij debuteerde voor Aruba in een wedstrijd tegen Saint Vincent en de Grenadines op 8 september 2015.